# ストライダー飛竜
『ストライダー飛竜』（ストライダーひりゅう、英題：Strider）は、1989年3月7日に稼動開始した、カプコンのアーケード用のサイドビューの2Dアクションゲーム。
西暦2048年を舞台に、軍事力で世界を支配する悪の帝王に一人で挑む暗殺者を主人公とする本作は、「第3回ゲーメスト大賞」（1989年度）において大賞4位を獲得し、後にホビーパソコンや家庭用ゲーム機に移植された（#評価、#移植版）。また続編も制作された（#続編）。

## システム
急斜面を高速で駆け降りたり、空中で反重力装置に振り回されながら戦ったりといったアクションや、ステージ間デモでの多国籍な掛け合いがあり、1面あたりに5〜6曲ほどの楽曲が用意されている。
デモ画面での会話は、字幕の言語は統一されているが、同時に流れる音声では日本語（飛竜）・英語（グランドマスターなど）・中国語（東風三姉妹）・さらには独自の原住民の言葉（アマゾネス）が入り乱れて繰り広げられる。日本版では攻撃をした場合「はぁー!」というかけ声があるが、日本国外版ではカットされている。
操作は方向レバーと2ボタンで行う。
ライフ制 + 残機制 + 時間制
残機制に、ライフ制と時間制を併用したシステムであり、ライフが0になるか、表示されている時間が0になるか、自分自身が画面の外に出てしまう状況になるとミスとなって残機が減り、残機がなくなるとゲームオーバーである。
ミス後はエリアの進行状況に応じて特定の場所まで戻される。この際、パワーアップは全て消滅する。残機数は設定によって3〜5まで設定が可能。ライフの初期値は3で（設定により変えられる）、ダメージを受けた後は一定時間無敵状態となる。
時間はエリア内の特定のポイントを通過すると一定量増加する。大抵の場合、BGMが変わる場所が、そのポイントである。
自分自身が画面外に出てしまうケースには、主に地面のない場所への落下、自動スクロールに追従しない乗り物に乗った場合が挙げられる。また、例外的にスクロールしない画面外に自身で移動した場合もミスになり、ジャングル面や最終面でとあるバグ技を使うと発生する。
移植作によって、裏技で回数制限ありのコンティニューが可能なものと、裏技を使用しなくてもコンティニュー可能で回数制限もないものがある。
移動操作
一般的な歩行・ジャンプの他にスライディング、そして本作の大きな特徴である「壁張り付き」「天井張り付き」がある。
歩行は地形の傾斜によってスピードが変化し、特に下り坂では数倍のスピードまで加速する。
ジャンプの飛距離と高度は調整できない。ジャンプ中も攻撃が可能で、地上と変わらず連打できる。ジャンプ着地時、飛竜の足に小さな攻撃判定があり、敵を踏み倒す事が可能。
壁に向かってジャンプすると、壁に張り付くことができる。この状態でレバーを壁の逆に入れると、壁を掴んだまま逆側に攻撃ができる。レバーを逆に入れたままジャンプすれば、壁からさらに高い位置にジャンプできる。ジャンプボタンを押したまま壁に着く前に逆側に入れると、壁をキックしてジャンプできる。このテクニックを利用し、壁に挟まれた狭い空間を連続して駆け上がっていく操作を使わなければクリアできない場所が数多くある。また、天井に張り付くこともできる。斜めジャンプ中に天井を通過するか、垂直ジャンプにより張り付ける。天井に張り付いた状態でレバーを左右に入れると、そのまま天井を伝って移動可能。レバーを下に入れるか、ジャンプボタンを押すか、敵からダメージを受けるまで天井から離れることはない。天井に張り付いている間も攻撃は可能だが、地上にいる時に比べると連射速度が下がる。
攻撃
プラズマ光剣 「サイファー」を振る。サイファーは連打や歩きながら振ることも可能。低位置にいる敵に対してはしゃがんで振らなければ攻撃が当たらない。
サイファーとは、非常に長い射程と異常な連射速度を誇る、飛竜のメインウェポン。光剣であるが、いわゆるビームサーベルではなく、実体の剣身を持っており、それがプラズマを纏うことで光剣となる。
『魔界村』にもある前連打や、下連打（しゃがみ⇔立ちの繰り返し）でサイファーの連打速度が向上し威力が増す。
アイテム
アイテムは決まったポイントに設置されている。
ライフ関連
「竜」の文字のアイテムを取る事で最大値を5まで増やすことができる。回復アイテムは、「飛」の文字で1回復、「飛竜」の文字で全回復する。
攻撃支援
キノコ型ロボット（オプションA）
最大2体までつけることができる支援機。通常は飛竜の周りを周回し、リング状のビームを飛竜の向いている方向に発射する。丸いドットで表される通常弾は弾いて防御することができる。ただし、2体付けていても間を抜けてくる弾がある。画面内に敵が現れると自動でつきまとい、ダメージを与え続ける。
サーベルタイガー型ロボット（オプションB）
自律行動型サポートロボット。オプションAを2体つけた状態で、規定場所のカプセルを破壊することで登場する。登場時にオプションAはどこかへ消えてしまうが、ダメージを1発でも受けるとオプションBが消える代わりに、オプションAが2体戻ってくる。
全自動で敵につきまとい、ダメージを与え続ける。プレイヤーからの指示は出せない。ステージの地形によっては飛竜についてこられず置いてけぼりになってしまう事がある。
タカ型ロボット（オプションC）
一定時間飛竜の上空を旋回し、上方の敵を撃破する。追尾はしない。
その他
サイファーの射程を伸ばす剣のアイテム（一定攻撃回数分有効）の他、一定時間無敵、残機増加のアイテムがある。

## ストーリー
AD2048年、全世界は謎の冥王グランドマスターの支配下にあった。
しかしこの年、帝都のある東ヨーロッパはカザフ政権の暴走によって混乱し、政府軍対反乱軍という争いが繰り広げられていた。そのような情勢の中、絶対の防衛力を誇るロシア帝都に潜入する1人の暗躍者がいた。彼の名は飛竜。
暗躍集団ストライダーズ。忍者を前身とした彼らは、どのような依頼にも応じる戦闘、諜報のプロフェッショナル集団である。そのストライダーズの中の最年少A級ストライダーである飛竜は、最も重要かつ危険な任務に就いていた。全世界を支配する謎の冥王グランドマスターを消す。偉大なる冥王に対する最後の反逆者。その鍛錬された体技によって帝都を席巻してゆく。

## ステージ構成
ステージ1　カザフ連邦国（Казахская ССР）
カザフ・ソビエト社会主義共和国（現在のカザフスタン）がモチーフ。モスク周辺を「ロシア軍歩兵」などが襲い掛かる。強化人間の「ストロバヤ」、レーザーマシンの「ノボ」といった中ボスとの戦いの後、ステージボス「ウロボロス」が襲い掛かる。
ステージ2　シベリア（Сибирь）
シベリアオオカミの猛攻が待ち受ける。ゴリラ型メカの中ボス「メカポン」を倒すと、様々な攻撃を仕掛ける中ボス「ソロ」が登場する。その後、無人発電所を通過し、空へと戦いの舞台を移した飛竜に「東風三姉妹」との戦いが待ち受ける。
なお、移植作品によっては「ソロ」を倒さなくても進むことができるが、その場合は「東風三姉妹」と同時に出現する。
ステージ3　空中戦艦バルログ（געלראב）
空中戦艦バルログに侵入。「バルログ海兵隊員」の攻撃、迫り来る壁などが飛竜を追い詰める。重力を武器に飛竜に襲い掛かるマシン「反重力装置」を壊し、空中戦艦バルログを墜落させると、脱出を試みる飛竜に、かつてグランドマスターに挑んだものの敗れ、グランドマスター側に寝返った「キャプテン・ひげ丸ジュニア」が立ちはだかる。
ステージ4　アマゾン（AMAZON）
空中戦艦バルログを撃墜しアマゾン奥地の秘境に降り立った飛竜だが、ブーメラン、斧攻撃をしかける「アマゾネス」の猛攻が待ち受ける。さらに「ティラノサウルス」、「プテラノドン」といった恐竜も攻撃を仕掛けてくる。怯むことなく進んだ先には恐竜型メカ「ラゴウ・メカニック」が立ちはだかる。
ステージ5　第三の月の都（ᚦᛖ ᛏᚻᛚᚱᛒ ᛗᛟᛟᚾ）
アマゾンを駆け抜けた飛竜はグランドマスターの本拠地第三の月の都に降り立つ。ステージ後半は、「東風三姉妹」、「反重力装置」、「ノボ」、「ソロ」、「メカポン」、「ラゴウ・メカニック」、「ウロボロス」といったかつて飛竜が倒した中ボス、ボスが再び襲い掛かり、「ウロボロス」を倒すと、ラストボス「グランドマスター」との決戦が待ち構える。なお、「東風三姉妹」は倒さなくてもクリアは可能。
PCエンジン版エクストラステージ（ステージ2） 油田
ウロボロスを倒した飛竜に、砂漠地帯でアリジゴク型ロボットや、戦車「ソホーズ Я」が飛竜に襲い掛かる。
設定画面でプレイするかどうかを決定可能。プレイ可能とした場合はステージ2として挿入され、以降のステージ番号が1つずつ繰り下がる。

## 敵キャラクター

### ザコ敵
ロシア軍歩兵（ステージ1・2）
銃と剣で攻撃してくる。
なお側近の服は赤色で、ステージ終盤に登場する。
ラスカル（ステージ1）
帝都防衛のために作られた警備ロボ。
動きは遅いが、平地ではしゃがまないとサイファーが当たらない。
フライングモスクマン（ステージ1・3・4・5）
集団で空中から近づいてくる。コンテナをぶら下げているものは倒すとアイテムを落とす。
モスクマン（ステージ1・5）
カニのように地面や斜面を移動し、レーザーやミサイルで攻撃する。
影踏み弾兵（ステージ1・5）
大型のマシンガンを絶え間なく連射する。弾丸は若干追尾能力がある。
影踏み弾とは艦艇用の追尾機銃(CIWS)を歩兵が装備可能なサイズまでに縮小した武器であると、後述のコミカライズ版にて解説している。
シベリアオオカミ（ステージ2）
飛竜を襲ってくるオオカミ。しゃがんでいるオオカミはしゃがまないとサイファーが当たらない。
壁這（ステージ2）
不審者の侵入防止用の電動ノコギリ。上下する壁這もあり、設定されている難易度が高いほど速度が上がる。
カエル（ステージ2・3・5）
床を移動する大型ロボ。サイファーを8発当てると倒せる。
砲台（ステージ2・3）
上下運動し、左右に飛竜を狙ってくる砲台。
バルログ海兵隊員（ステージ3・5）
空中戦艦「バルログ」艦内にいる兵士。
グレネードランチャー付きレーザー銃を使いこなす。
ヒットマウス（ステージ3・5）
6体程度で登場し、弾を撃ってきたり、体当たりをする。設定がEASYの場合は出現しない。
ゾウサン（ステージ3・5）
ヤリと誘導ミサイルの複合攻撃を仕掛ける大型ロボ。
アマゾネス（ステージ4）
アマゾンの秘境に住む女人族。
斧やブーメランを投げてくる。
ピラニア
湖から飛んでくる魚。触れてもダメージは受けない。
プテラノドン（ステージ4）
空を飛ぶ恐竜。攻撃手段は体当たりのみ。
ティラノサウルス（ステージ4・5）
地上を歩く恐竜。攻撃手段は体当たりのみ。

### 中ボス・ボス
ストロバヤ（ステージ1中ボス）
強化人間で、投げ技を使ってくる。連続攻撃を食らうと立ち止まり受身をとる。戦わずに迂回してもクリアは可能。
ノボ（ステージ1・5中ボス）
狭い部屋の床中央に設置される、反射レーザーを撃つ砲台。本体にゲージが表示されており、ダメージを与えると減っていく。
ウロボロス（ステージ1ボス / ステージ5中ボス）
24人の候王が合体したムカデのような生物。鎌とハンマー、3連装砲で攻撃してくる。ステージ5で出てくるウロボロスは途中で落とされるとミスになる。ステージ５で登場するものは、体をうねりながら移動する際に立ち位置に寄っては足場の判定が消失して落下死する危険がある。
メカポン（ステージ2・5中ボス）
ゴリラ型メカ。パンチ攻撃などを仕掛ける。ステージ5ではティラノサウルスと共に登場する。
ソロ（ステージ2・5中ボス）
フリーの殺し屋であり、賞金稼ぎ。レーザー、追撃ミサイル、火炎放射器など多彩な攻撃を仕掛ける。動きも素早い。移植版によって倒さなければならない場合と倒さなくてもいい場合がある。
東風（とんぷう）三姉妹（ステージ2ボス / ステージ5中ボス）
賞金稼ぎ。サイファーと同じ能力を持つキック、ジャンプなどで攻めてくる。ステージ5の東風三姉妹は倒さなくてもクリアは可能。
反重力装置（ステージ3ボス / ステージ5中ボス）
重力制御の球形コンピューター。近づくと重力で数秒間回転させられ、地面に叩き付けられてダメージを受ける。
キャプテン・ひげ丸ジュニア（ステージ3中ボス）
かつては連合軍司令長官だったが、グランドマスターとの戦いに敗れて左手・左足を失い、以来グランドマスターの手下となる。ムチで攻撃する。
ラゴウ・メカニック（ステージ4ボス / ステージ5中ボス）
恐竜型ロボット。鋭い爪と火炎放射で攻撃してくる。
グランドマスター（ステージ5ボス）
ラストボス。電撃やシベリアオオカミ、ピラミアなどを召喚して攻撃してくる。

## 不具合
アーケード版で初期に出回ったバージョンではBGMにバグがあり、3面・5面・エンディングの曲が全て1面冒頭の曲になっている。後期に出回ったバージョンもエンディング曲が1面のままであり、面間デモ曲が刷新されている。
その後、ビデオソフト「カプコンゲーム シンドローム」に、本来意図したBGMに差し替えた映像が収録され、以降にリリースされた移植版では、BGM差し替えバージョンが基となっている。

## 移植版
| No. | タイトル                                     | 発売日                                           | 対応機種                                                        | 開発元                        | 発売元                                    | メディア                              | 型式                  | 売上本数・備考                                                      |
| --- | -------------------------------------------- | ------------------------------------------------ | --------------------------------------------------------------- | ----------------------------- | ----------------------------------------- | ------------------------------------- | --------------------- | ------------------------------------------------------------------- |
| 1   | Strider                                      | 1989年                                           | Amiga Amstrad CPC Atari ST コモドール64 PC/AT互換機 ZX Spectrum | Tiertex Design Studios        | U.S. Gold                                 | フロッピーディスク カセットテープ     | -                     |                                                                     |
| 2   | ストライダー飛竜                             | 1990年9月29日 1990年 1991年5月                   | メガドライブ                                                    | セガ研究開発部第六部 カプコン | セガ                                      | 8メガビットロムカセット               | G-4037 1112           |                                                                     |
| 3   | Strider                                      | 1991年11月                                       | セガ                                                            | セガCS研究開発第二号          | セガ                                      | 4メガビットロムカセット               | 9005                  |                                                                     |
| 4   | ストライダー飛竜                             | 1992年11月27日                                   | X68000                                                          | カプコン                      | カプコン                                  | 5インチ2HDフロッピーディスク3枚組     | -                     |                                                                     |
| 5   | ストライダー飛竜                             | 1994年9月22日                                    | PCエンジンSUPER CD-ROM2                                         | ダイスクリエイティブ          | NECアベニュー                             | CD-ROM                                | NAPR-1041             | アーケードカード 専用                                               |
| 6   | ストライダー飛竜1&2                          | 2000年2月24日                                    | PlayStation                                                     | カプコン                      | カプコン                                  | CD-ROM                                | SLPS-02621            |                                                                     |
| 7   | Capcom Classics Collection Remixed           | 2005年3月21日                                    | PlayStation Portable                                            | カプコン                      | カプコン                                  | UMD                                   | ULUS-10097 ULES-00347 | アーケード版の移植（『2』と同時収録）                               |
| 8   | Capcom Game Books Series ストライダー飛竜    | 2006年10月24日                                   | PlayStation                                                     | カプコン                      | カプコン                                  | CD-ROM                                | SLPM-87401            | 廉価版                                                              |
| 9   | Capcom Classics Collection Volume 2          | 2006年11月24日                                   | PlayStation 2 Xbox                                              | カプコン                      | カプコン                                  | DVD-ROM                               | SLUS-21473 SLES-54561 |                                                                     |
| 10  | ストライダー飛竜                             | 2010年2月1日                                     | FOMA 703i/903iシリーズ STYLE/PRIME/SMART/PRO （iアプリ）        | カプコン                      | カプコン                                  | ダウンロード （カプコンパーティ）     | -                     | アーケード版の移植                                                  |
| 11  | ストライダー飛竜                             | 2011年11月15日 2012年2月16日 2012年3月15日       | Wii                                                             | カプコン                      | カプコン                                  | ダウンロード （バーチャルコンソール） | -                     | メガドライブ版の移植 日本国内では2019年1月31日配信・販売終了        |
| 12  | ストライダー飛竜1&2                          | 2014年8月27日                                    | PlayStation 3 PlayStation Portable (PlayStation Network)        | カプコン                      | カプコン                                  | ダウンロード （ゲームアーカイブス）   | -                     | アーケード版の移植（PS版のアーカイブ配信）                          |
| 12  | 出擊飛龍                                     | 日本を除く東アジア圏 2019年9月19日 2020年3月25日 | メガドライブ ミニ                                               | エムツー （移植担当）         | カプコン （本体自体の発売はセガゲームス） | プリインストール                      | -                     | メガドライブ版の移植（本体にあらかじめ収録された42作品の1つ）       |
| 13  | カプコンアーケードスタジアム                 | INT 2021年2月18日                                | Nintendo Switch                                                 |                               | カプコン                                  | ダウンロード                          | -                     | アーケード版の移植 「Pack 2：アーケード絶頂期!」に他の9作と共に収録 |
| 14  | カプコンアーケードスタジアム                 | INT 2021年5月25日                                | PlayStation 4 Xbox One Steam                                    |                               | カプコン                                  | ダウンロード                          | -                     | Switch版と同様の形式で収録。                                        |
| 15  | セガ メガドライブ for Nintendo Switch Online | 2021年10月26日                                   | Nintendo Switch                                                 | 任天堂 エムツー               | 任天堂                                    | ダウンロード                          | -                     | メガドライブ版の移植                                                |

メガドライブ版
容量の関係でデモのボイスがカットされているほか、細かいアレンジあり。後にWiiのバーチャルコンソールでも配信されたが、日本国内では2019年1月31日14時59分を以って配信が終了された（既にダウンロード・購入し本体や記録媒体に収録されているものについては、当面はプレイ可能）。
2019年9月19日にセガゲームスが自らリリースする復刻系ゲーム機・メガドライブ ミニでは、日本国内以外で発売された下記3エディションにのみ、日本版と北米版『Strider』が収録されている。
- 東アジア圏発売版
- 北米発売版（SEGA GENESIS Mini）
- 欧州発売版（SEGA Mega Drive Mini）

翌2020年3月25日には日本でも「メガドライブ ミニ アジアエディション」という機種名で、東アジア圏発売版をベースとした機種が特定ECサイトにて限定発売された。
X68000版
カプコンが発売・SPSが移植。
PCエンジン版
長年発売予定表にあったものの度々仕様が変更され、最終的にはアーケードカード専用ソフトとして発売された。ストーリーや設定の一部変更に伴い新たなデモが追加されている他、PCエンジン版オリジナルのステージやBGMが追加されており、オプションで任意にプレイすることができる。デモのボイスが全て日本語化されている他、BGMはCD-DAによりアレンジされたものが収録されている。いくつかの曲がカットされている。
- オリジナルキャスト
  - 飛竜 - 塩沢兼人
  - 冬馬由美、堀之紀、池田秀一、矢田耕司、松井摩味
  - グランドマスター - 戸谷公次
  - ナレーション - 家弓家正

PlayStation版『ストライダー飛竜1&2』
続編『ストライダー飛竜2』とのカップリング移植。アーケード後期版の移植である。自分の色を変更する・アレンジBGMに切り替えなどの追加要素がある。Playstation系の後継機種（PlayStation 4以降は未対応）でもネット配信サービス「ゲームアーカイブス」を通してダウンロードし、プレイ可能。

## スタッフ
アーケード版
- オブジェクト・デザイナー：S.THING（坂下眞司）、TAKE.PONG、TISSHU、MAKIZOE、TERY、TERABO、HISABO、KURIBO（栗原明美）、KOMSAN、GIN
- スクロール・デザイナー：TEIKI、RIE、POO、ZIGGY（さかもとようこ）、RINMA、MARILYN、MORILYN、KINTARO
- ソフト・プログラマー：T.MARUCHI（やまうちとしひろ）、TAE 250R（小松多恵）、MIKKUN（みきとしひこ）、TADAKEN（桑名正）、KANEKON（金子清巳）、DOROMPA.E、KA〜KUN.Y、CHECK.MASA
- サウンド・デザイナー：民谷淳子
- プランニング・アドバイザー：ARTHUR（藤原得郎）、YOSSAN（吉本伸一）
- ゲーム・プランナー：ISUKE（四井浩一）、T.F.'S FIRST PLANNING ROOM

メガドライブ版
- チーフ・プログラマー：YAMAI（山本敬一）
- プログラム・コーディネーター：YAMAI（山本敬一）
- アシスタント・プログラマー：MIZORAN（溝口松秀）
- チーフ・デザイナー：静岡太郎
- グラフィック・コーディネーター：静岡太郎
- デザイナー：SAYSHI（清宮敦嗣）、MT.MAYA
- サウンド・プログラマー：XOR
- トータル・コーディネーター：PAL-KO
- スペシャル・サンクス：MOMONGA MOMO（百田浩司）、LITTLE SUN、LARIE、THUNDER、PANPAKAPANN、FILLY、THE HI MASTER、CAPCOM ARCADE STAFF

PCエンジン版
- ゲームパート
  - プログラム：今川豊広、高橋吾郎
  - マップ・グラフィック：石井宣緒、斉藤明宏、杉野元、中村伸正、堀口昌男
- ビジュアルデモパート
  - プログラム：渡辺護
  - キャラクター・デザイン&アニメート：稲野義信
  - グラフィック：青木裕子、石井宣緒、大津千秋、斉藤明宏、杉野元、丸山誠司
- 音楽：K.M.BROTHERS
- プロデュース：斉藤明宏
- ディレクション：大野聡
- エグゼクティブ・プロデューサー：多部田俊雄
- 制作：株式会社ダイス

## 評価
アーケード版
- ゲーム誌『ゲーメスト』の企画「第3回ゲーメスト大賞」（1989年度）において大賞4位を獲得、その他にベストアクション賞で1位、ベスト演出賞で1位、ベストグラフィック賞で5位、ベストVGM賞で3位、年間ヒットゲームで22位、ベストキャラクター賞では飛竜が3位、東風が13位を獲得した。
- 1991年にそれまで稼働されていたアーケードゲーム全てを対象に行われた『ゲーメスト』読者の人気投票によるゲーメストムック『ザ・ベストゲーム』では9位を獲得、同誌では「それまでのゲームの常識をくつがえす躍動する画面と斬新な発想、オリジナルな設定は今も記憶に残っている」、「驚くほどのアニメーションパターンを使って、およそ思いつくかぎりのスタントアクションがくりひろげられる」、「これほど贅沢にグラフィックやサウンドが使われたゲームも珍しい」と評しているが、「爽快感を追うあまり緻密なゲーム性に欠けた、とか結局1つのパターン化されたルートにおちついてしまう、などの理由もあってヒット作の多いCPシステムの中では短命なゲームに終わる」とも記載されている。
- 1998年に刊行されたゲーメストムック『ザ・ベストゲーム2』では、「横視点多方向スクロールアクションゲームとして新しい方向性を打ち出した画期的な作品」、「とても高いアクション性を提示したにもかかわらず、『知らないとなにもできない』というプレイヤーも少なくなく、短命に終わってしまった。が、これだけのドラマティックでテンポよく楽しめるタイトルは、そうはないだろう」と紹介されている。

メガドライブ版
ゲーム誌『ファミコン通信』の「クロスレビュー」では合計28点（満40点）、『メガドライブFAN』の読者投票による「ゲーム通信簿」での評価は以下の通り22.42点（満30点）となっている。同雑誌1993年7月号特別付録の「メガドライブ&ゲームギア オールカタログ'93」では、「大きなキャラクタがダイナミックに動く迫力に圧倒される」、「とにかく全編が名場面と言っていいほどにゲーム中の演出が見事」と紹介されている。
| 項目 | キャラクタ | 音楽 | 操作性 | 熱中度 | お買得度 | オリジナリティ | 総合  |
| 得点 | 4.06       | 3.65 | 3.62   | 3.73   | 3.65     | 3.71           | 22.42 |
PCエンジン版
ゲーム誌『ファミコン通信』の「クロスレビュー」では5・5・6・4の合計20点（満40点）、『電撃PCエンジン』では45・55・55・60の平均53.75点（満100点）、『PC Engine FAN』の読者投票による「ゲーム通信簿」での評価は以下の通り18.9点（満30点）となっている。1998年に刊行されたゲーム誌「超絶 大技林 '98年春版」（徳間書店）では、「タイトル発表以来、4回も媒体が変更された業務用からの移植作。アーケードカード専用となったことで、その豊富なキャラのアクションパターンを完全に再現した」と紹介されている。
| 項目 | キャラクタ | 音楽 | お買得度 | 操作性 | 熱中度 | オリジナリティ | 総合 |
| 得点 | 3.3        | 3.0  | 3.4      | 3.0    | 3.3    | 2.9            | 18.9 |

## 続編
- Strider (NES) - 1989年発売。生体コンピューター「ザイン」を利用した世界侵略計画「ザインプロジェクト」を阻止するため、ストライダーズによって召喚された飛竜が世界各国を巡るストーリーとなっている。レベルアップによる能力向上や、アイテムの収集により行動範囲を広げていくなど、本作と比較すると探索要素が強い内容となっている。ストーリーは漫画版（後述）を基にしているため、当初はこちらが本筋になる予定であった。当初はファミリーコンピュータ版の発売も予定されており、雑誌に広告も掲載されたが、結果的に日本国外でNESのみでの発売となった。
- Strider II - 1990年に本作の海外ホビーPCへの移植を行ったメーカー "U.S. Gold" が、独自に製作した続編。日本未発売。北米では "Strider Returns" のタイトルで発売された。
- ストライダー飛竜2 - 1999年にカプコンよりリリースされた続編。
- ストライダー飛竜 (2014年のゲーム) - 2014年にカプコンよりリリースされたゲーム。設定などは本作を受け継ぎ、3DCGを駆使したゲームに生まれ変わっている。メーカーは「DNAと魂を完全継承した」と謳っている[46]。

## 外部出演
- アドベンチャークイズ カプコンワールド2 - 敵キャラクターとして飛竜が登場する。
- カプコンクイズ ハテナ?の大冒険 - クイズ出題者としてグランドマスターが登場する。
- ストリートファイターZERO2 - ケンステージ（フロリダ湾）の背景に飛竜が登場する。スーパーコンボが発動するとぬいぐるみを投げ上げる。
- MARVEL VS. CAPCOM CLASH OF SUPER HEROES - プレイヤーキャラクターとして飛竜、スペシャルパートナーとして東風が登場。
- MARVEL VS. CAPCOM 2 NEW AGE OF HEROES - プレイヤーキャラクターとして飛竜が登場。
- SNK VS. CAPCOM 激突カードファイターズ全シリーズ（トレーディングカードゲーム版も含む）
- NAMCO x CAPCOM - 飛竜や一部の敵キャラクターが登場。
- ULTIMATE MARVEL VS. CAPCOM 3 - プレイヤーキャラクターとして飛竜、サポートカードとしてグランドマスターが登場。
- ストリートファイター×オールカプコン - 参戦タイトルに本作があり、飛竜を始めとしたキャラクターが登場。
- PROJECT X ZONE 2:BRAVE NEW WORLD - 飛竜が『Shinobi』の秀真とペアユニットを組んで登場し、東風、ソロが敵ユニットとして登場。
- MARVEL VS. CAPCOM: INFINITE - プレイヤーキャラクターとして飛竜が登場。
- TEPPEN - カプコンの各キャラクターが異世界で戦うという設定で、プレイカード上のキャラクターとして飛竜、ソロなどが登場。

この他、開発中止になった『カプコンファイティングオールスターズ』にも登場する予定だった。

## 関連作品

### コンピュータゲーム
- キャノンダンサー - 1996年にミッチェルが開発したアーケードゲーム。メインスタッフに本作の企画者（四井浩一＝ISUKE）が名を連ねており、本作のテイストに近いゲーム内容となっている。
- MOON DIVER - 2011年にスクウェア・エニックスがリリースしたコンシューマ向け2Dアクションゲーム。プロデューサーの安藤武博が、「ストライダー飛竜みたいなゲームを」と四井浩一にプランナーを依頼して製作した[48]。

### 漫画
角川書店『コミックコンプ』1988年5月号（創刊号）から同年10月号まで連載。作画は和田たつみ。時系列はアーケード版の数年後、飛竜がストライダーズを引退した後の物語となっている。飛竜以外のストライダーが多数登場するなど、ストライダーズのディティールが明らかとなっている。発売する予定だったファミコン版『ストライダー飛竜』は角川書店と本宮企画（現・株式会社サード・ライン。本宮ひろ志のプロダクション）、カプコンの三社によるメディアミックス作品として展開する予定で、漫画版は原作兼、ファミコン版のコミカライズを兼ねた存在となっている。
- 1989年11月初版 ISBN 4047130095

### ビデオ
- カプコン・ゲーム・シンドローム - ポニーキャニオンがVHS、LDで販売。『ロストワールド』、『大魔界村』と共にエンディングまでを収録。VHSは1989年3月21日、LDは7月5日発売。このソフトに収録されたBGMを用いた映像が本作の本来の状態とされる。